# Монголска инвазија на Јапан
Монголска инвазија на Јапан (元寇, Genkō) која је трајала од 1274. године до 1281. била је највећа војна операција коју је покренуо Велики Кан тадашњет Монголског царства, Кублај Кан у циљу да, након што је освојио Кореју, освоји и Јапанска острва.
Може се слободно рећи да је Монголска инвазија на Јапан поставила границе и спречила даље ширење Монголског царства ка истоку. Ова инвазија је била најближа освајању Јапана у последњих 1500 година.

## Позадина
1231. године Монголи освајају Кореју (након три деценије ратовања, Кореја губи независност и осваја је Монголско царство). Монголски Велики кан, Кублај Кан, постај цар Кине (1260. године) и престоницу Монголског царства премшта у Пекинг (1264. године). Две године касније, Монголи шаљу изасланика у Јапан и траже да Јапан прихвати врховну власт Монголског царства, у супротном ће их напасти. Други изасланик, послат је 1268. године са истом поруком, међутим Јапан је поново одбио. Након тога бројне поруке су биле послате преко корејских изасланика и Монголских амбасадора. Монголи шаљу војску у Кореју у страху да ће их тамо Јапан напасти и спремају се за рат.

## Прва инвазија
Кан је био спреман да ратује још 1268. године, али Монголско царство није нимало довољно ресурса да снабдева Монголску армију, послао је војску у Кореју 1273. године која је требало да стражари, али нису имали довољно залиха, што их је приморало да се врате у Кину. Коначно, 1274. године, Монголска флота је постављена са 15.000 монголских и кинеских војника и 8.000 корејских војника у 300 бродова и 400 до 500 чамаца. Освојили су острва Цушима и Ики, врло лако и пристали 19. новембра у заливу Хаката, недалеко од Дазајифа, древног административног главног града Кјушуа. Следећег дана десила се Бунеј битка (文永の役) која је такође позната под именом битка код залива Хатака.
Јапанци нису били искусни у владању над великом војском (цео Кјушу је био мобилисан) и Монголи су напредовали. Прошло је око 50 година након последње велике битке у Јапану што није оставило нимало искусних генерала у јапанској војсци (такође их је било веома мало искусних у управљању великим војскама). Чак и у великим биткама Јапанци су користили прса у прса тактику. Негде око поноћи јака грмљавина и невреме изазвале су капетане Монголских бродова да предложе повлачење флоте. До следећег дана само неколико бродова није пристало. Бродови који јесу кажњени су од природе. Различити извори тврде да је око 200 монголских бродова уништено. Већина монголских војника, као и њихових савезника, нису знали да пливају и удавили су се.

## Друга инвазија
Почевши 1275. године, Бакуфу се још јаче бранио против друге инвазије, које су били сигурни да ће доћи. У циљу бољег организовања самураја у Кјушу наредили су конструкције одбрамбених грађевина на више потенцијалних места за пристајање непријатеља укључујући Хакату.
Пролећа 1281. године, Кинеска флота Монголског царства имала је потешкоћа у организовању флоте због великог броја бродова које су у њој имали. Корејска флота је кренула, међутим претрпела је тешке губитке код Цушиме и повукла се. Лета, исте године, комбинована Корејско-Кинеска флота освојила је Ики-шиму и кренула на Кјушу. Прикрцала се на више места. Јапанска армија је поново била малобројна, али је имала добро брањене тврђаве и одбрамбене грађевине. Сада познати камиказа, огромни тајфун нападао је обалу Кјушу-а два дана и уништио већину Монголске флоте.

## Монголска инвазија на Јапан у модерној култури
Рачунарска игра Shogun: Total War има кампању, у којој је флота пресечена од стране јаких тајфуна, као што је то било у Монголској инвазији на Јапан.